# Istoria declinului și a prăbușirii Imperiului Roman
Istoria declinului și a prăbușirii Imperiului Roman (în engleză The History of the Decline and Fall of the Roman Empire) este o lucrare în șase volume a istoricului englez Edward Gibbon. Acesta urmărește civilizația occidentală (precum și cuceririle islamice și mongole) de la apariția Imperiului Roman până la căderea Imperiului Bizantin în secolul al XV-lea. Volumul I a fost publicat în 1776 și a trecut prin șase tipăriri. Volumele II și III au fost publicate în 1781; volumele IV, V și VI în 1788–1789.
Cele șase volume acoperă istoria, din 98 până în 1590, a Imperiului Roman, istoria creștinismului timpuriu și apoi a Bisericii de stat romane și istoria Europei și analizează declinul Imperiului Roman, printre altele.
Autorul susține teoria declinului și căderii Imperiului Roman potrivit căreia acestea s-ar fi datorat:
1. slăbirii structurii imperiului, la care ar fi contribuit și creștinismul
2. presiunea din afară, cauzată de popoarele barbare, care erau dușmanii imperiului,

El exclude teoria lui Montesquieu, care atribuia cauza căderii imperiului decadenței societății romane.

## Traduceri
- Edward Gibbon, Istoria declinului și a prăbușirii Imperiului Roman, traducere și prefață de Dan Hurmuzescu, Editura Minerva, BPT., nr. 893-895, București, 1976
- Edward Gibbon, Istoria declinului și a prăbușirii Imperiului Roman, traducere și prefață de Dan Hurmuzescu, Editura Humanitas, Colecția Istorie universală, 2018, ISBN 9789735054359